# Brahim Ouahid
Brahim Ouahid est un footballeur international algérien né le 19 août 1977 à Alger. Il évoluait au poste de milieu de terrain.

## Biographie

### En club
Brahim Ouahid joue en faveur du MC Alger pendant huit saisons, puis avec l'USM El Harrach pendant trois saisons.

### En équipe nationale
Brahim Ouahid compte cinq sélections en équipe nationale entre 2001 et 2003, pour deux buts inscrits.
Il reçoit sa première sélection en équipe d'Algérie le 17 juin 2001, contre le Burkina Faso. Ce match perdu 1-0 rentre dans le cadre des éliminatoires de la Coupe d'Afrique des nations 2002.
Le 30 juin 2001, lors de sa deuxième sélection, il est l'auteur d'un doublé face à la Namibie, lors des éliminatoires du mondial 2002 (victoire 0-4).
Il joue son dernier match le 6 juillet 2004, contre le Tchad, lors des éliminatoires de la Coupe d'Afrique des nations 2004 (0-0).

## Palmarès
- Champion d'Algérie en 1999 avec le MC Alger
- Champion d'Algérie de D2 en 2003 (Groupe Centre-Ouest) avec le MC Alger
- Vainqueur de la Coupe de la Ligue d'Algérie en 1998 avec le MC Alger

## Statistiques

### Avec l'équipe d'Algérie
Le tableau suivant indique les rencontres de l'équipe d'Algérie dans lesquelles Brahim Ouahid a été sélectionné, du 17 juin 2001 jusqu'au 6 juillet 2003.